# Cementerio Pal Pito 5
Cementerio Pal Pito 5, también estilizada como Cementerio Pal' Pito V y Cementerio Pa'l Pito 5, es una película chilena protagonizada por los comediantes Paul Vásquez y Mauricio Medina, integrantes de la dupla humorística Dinamita Show.
Fue producida por A.G. Producciones y lanzada en formato VHS en 1995.
Tal como en las anteriores películas de la dupla, su título es esta vez una referencia a la frase «El amor es más fuerte», declamada por Juan Pablo II en su visita a Chile en 1987, aunque su guion no tenga relación alguna.

## Argumento
La película comienza con tomas aéreas de Viña del Mar, mientras El Indio (Mauricio Medina) y El Flaco (Paul Vásquez) hacen playback de la canción característica en Santiago junto a dos bailarines.
Al final de la canción, se ve el aeropuerto de Santiago y a El Indio y El Flaco llegando a la ciudad en el portamaletas de un automóvil. Ambos comentan que se fueron de Suecia porque los iban a matar y en ese momento, El Flaco recibe un balazo defendiendo a El Indio.
El Indio acarrea a Vásquez hasta un cementerio, donde se le ve disfrazado de nativo estadounidense. El Indio desaparece de escena y comienza una parodia al videoclip de «Thriller», donde El Flaco imita a Michael Jackson.
Luego se muestra una presentación en vivo en el desaparecido Espacio Broadway, introducida por el animador Juan Carlos Garrido. La película termina con una serie de gags grabados en exterior y un adelanto de «Cementerio Pal Pito 6», película que sería lanzada también en VHS en 1996.

## Producción
Al igual que en la entrega anterior, esta película está grabada en el desaparecido Espacio Broadway de Rancagua. Mientras que la canción de la introducción está grabada en Santiago: el Parque Balmaceda y el Puente Racamalac de Providencia, la intersección de Apoquindo con El Golf en Las Condes, el Aeropuerto Internacional Arturo Merino Benítez y una piscina no identificada.

## Reparto
- Paul Vásquez como El Flaco
- Mauricio Medina como El Indio